# Gmina związkowa Flechtingen
Gmina związkowa Flechtingen (niem. Verbandsgemeinde Flechtingen) – gmina związkowa w Niemczech, w kraju związkowym Saksonia-Anhalt, w powiecie Börde. Siedziba gminy związkowej znajduje się w miejscowości Flechtingen.
Gmina związkowa zrzesza siedem gmin wiejskich: 
- Altenhausen
- Beendorf
- Bülstringen
- Calvörde
- Erxleben
- Flechtingen
- Ingersleben

## Historia
Do 31 grudnia 2013 do gminy związkowej należała gmina Süplingen, ale dzień później została przyłączona do miasta Haldensleben.